# Ramienica cienko kolczasta
Ramienica cienko kolczasta (Chara tenuispina) – gatunek ramienicy. Polska nazwa, ramienica cienko kolczasta, używana jest rzadko, np. przez Zbigniewa Podbielkowskiego i Henryka Tomaszewicza. W dokumentach dotyczących ochrony gatunkowej początkowo używano jedynie nazwy naukowej, a później nazwy z pisownią „cienkokolczasta”.

## Morfologia
Pokrój
Średniej wielkości makroglon (do 40 cm długości) o silnie rozgałęzionej plesze. Cienka (0,3-0,6 mm średnicy) nibyłodyga. Międzywęźla krótkie (do 5 cm). Plecha jasnozielona. Zwykle gołym okiem widoczne nibylistki i kolce. Roślina jednopienna. 
Okorowanie
Trzyrzędowe. Dość nieregularne. Rzędy główne jedynie rzadko przeważają nad bocznymi.
Nibyliście
Zwykle krótsze od międzywęźli i cieńsze od nibyłodygi (1–2 cm długości, 0,2–0,3 mm średnicy). Wyraźnie zagięte do wewnątrz. 6–11 (zwykle 8–9) w okółku. 5–8 członów, z których ostatnie dwa lub jeden nieokorowane, długie, proste i trochę rozdęte, a końcowy (1–3-komórkowy) ponadto zaostrzony. Często niepełne okorowanie, a w przypadku nibyliści płonnych nawet brak okorowania. 
Nibylistki
Zmienne. Zwykle cienkie i długie, widoczne gołym okiem. Zewnętrzne jednak mogą albo dłuższe od lęgni, albo niepozorne, brodawkowate. Wewnętrzne z kolei mogą być kilka razy dłuższe od lęgni, zwłaszcza na nibyliściach płodnych. Natomiast na nibyliściach płonnych poza tym, że zwykle są krótsze niż na płodnych, mogą być mniej zróżnicowane między okółkami.
Kolce
Igiełkowate. Czasem powyginane. Pojedyncze. Zdarzają się dwu- trzykrotnie dłuższe od średnicy międzywęźla, choć niezbyt gęsto rozmieszczone. W dolnych międzywęźlach i na głębszych stanowiskach zwykle rzadsze i krótsze.
Przylistki
Bardzo wyraźne, ale zmienne. W dwurzędowych okółkach. Zwykle w górnym okółku dłuższe (czasem dwu- trzykrotnie niż w dolnym) i igiełkowate, a w dolnym krótsze, też igiełkowate lub wałeczkowate.
Plemnie
Pojedyncze. W 3–4 pierwszych węzłach nibyliści. Żółtopomarańczowe, dwukrotnie mniejsze od lęgni (0,2–0,3 mm średnicy).
Lęgnie
Pojedyncze, choć na jednym międzywęźlu mogą leżeć dwie lęgnie i jedna plemnia. W 3–4 pierwszych węzłach nibyliści. Żółtozielone. Koronka szeroka u podstawy, krótka, nieco rozchylona.
Zmienność
Gatunek bardzo zmienny. W wodach płytkich, zwykle mniejsze (do 8 cm), o międzywęźlach krótszych od nibyliści, w głębszych wodach formy silnie wydłużone i wiotkie, żywozielone.  
Podobne gatunki
Ramienica szorstka, ramienica krucha, ramienica pospolita

## Biologia
Roślina jednoroczna.

## Ekologia
Gatunek słodkowodny. Nie występuje w wodach płynących. Występuje głównie w małych zbiornikach mezotroficznych. Zwykle w wodach płytkich litoralu (sięga 3 m głębokości), na podłożu organicznym. Tworzy małe kępy, rzadko buduje zespół roślinny Charetum tenuispinae w postaci łąk ramienicowych porastających płytkie stanowiska. W pełni wykształcone zbiorowisko na terenie Polski opisano tylko z Ziemi Lubuskiej.
Występowanie
Występuje w Europie, zwłaszcza w południowej części. W Polsce bardzo rzadka.

## Zagrożenia i ochrona
Według Czerwonej listy roślin i grzybów Polski jest gatunkiem wymierającym. Podlega w Polsce ochronie gatunkowej od 2012 r., jako jeden z niewielu gatunków glonów. Występowanie jej zbiorowiska jest ponadto podstawą do objęcia zbiornika, w którym występuje, ochroną jako siedlisko przyrodnicze 3140 (twardowodne oligo– i mezotroficzne zbiorniki z podwodnymi łąkami ramienic Charetea) w systemie Natura 2000.